# Eleonora Duse
Eleonora Giulia Amalia Duse (Vigevano, 3 ottobre 1858 – Pittsburgh, 21 aprile 1924) è stata un'attrice teatrale italiana.
Soprannominata la divina, è considerata la più grande attrice teatrale della sua epoca e una delle più grandi di tutti i tempi, simbolo indiscusso del teatro moderno, anche nei suoi aspetti più enfatici da diva; il critico contemporaneo Hermann Bahr la definì «la più grande attrice del mondo». Acclamata compì tournée all'estero recitando sempre in italiano.

## Biografia
Nata a Vigevano da una famiglia di attori clodiensi, crebbe e trascorse l'infanzia tra il nomadismo e il dilettantismo della compagnia girovaga del padre Alessandro Vincenzo Duse (1820-1892) e della madre Angelica Cappelletto (1833-1906), andando in scena fin da bambina. Nel 1862, Eleonora, a soli 4 anni, interpretò la parte di Cosetta in una versione teatrale de I miserabili. Nel 1878 conquistò il ruolo di prima amorosa nella compagnia Ciotti-Belli Blanes, e appena ventenne fu a capo di una compagnia con Giacinta Pezzana. Alcune memorabili interpretazioni, come Teresa Raquin di Émile Zola, le procurarono presto l'adorazione del pubblico e l'entusiasmo della critica. Nel 1879 entrerà nella Compagnia Semistabile di Torino di Cesare Rossi, dove porterà a maturazione una sua poetica che raccoglieva le eredità del passato ma che insieme rompeva con la tradizione della prima metà dell'Ottocento.
È proprio in questo periodo, gli anni ottanta del XIX secolo, che Eleonora Duse compirà le scelte di repertorio che segneranno il suo percorso artistico e la sua carriera. Un repertorio che le permetterà di esprimere il suo sentimento di crisi rispetto all'epoca di cui faceva parte. Vista la sostanziale assenza di una drammaturgia in Italia i testi che sceglieva e prediligeva erano perlopiù le pièces bien faites francesi: moderne, mondane, di forte richiamo per i rinnovati gusti del mutato pubblico del secondo Ottocento.
Ma nelle mani di Eleonora Duse i drammi di Victorien Sardou e di Alexandre Dumas figlio diventavano partiture da smontare per poter essere poi riempite del messaggio tutto personale di Duse che voleva mettere in crisi quei valori borghesi, rappresentarli quindi così come essi si presentavano nella realtà. I temi che Eleonora Duse voleva affrontare erano quelli più spinosi e più rappresentativi della società borghese dell'epoca: denaro, sesso, famiglia, matrimonio, ruolo della donna. Ne usciva il ritratto di una società perbenista ma in realtà ipocrita, luccicante nella vetrina ma marcia nella sostanza, egemonizzata da un dio-denaro regolatore di ogni rapporto umano; un mondo nel quale è impossibile provare delle emozioni sincere.
Emergeva poi l'interiorità femminile così come lei viveva la sua: un'interiorità alienata, nevrotica. Il suo repertorio era moderno e di forte richiamo: dal verismo della Cavalleria rusticana di Pietro Mascagni tratta dall'omonima novella di Giovanni Verga, dove interpretò Santuzza, ai già citati drammi di Victorien Sardou e Alexandre Dumas figlio, che facevano parte del repertorio della grande attrice francese Sarah Bernhardt. Fra le due attrici nacque presto una rivalità che divise i critici teatrali.
La Duse aveva amicizie con alcune delle personalità più note dell'epoca, come la scrittrice Sibilla Aleramo e la danzatrice Isadora Duncan.
Nel 1881 Eleonora Duse sposò Tebaldo Marchetti – in arte Tebaldo Checchi –, attore nella sua compagnia; l'unione, dalla quale nacque una bambina, Enrichetta, si rivelò presto infelice e terminò con una separazione definitiva nel 1885, mentre erano in tournée in Sudamerica.
Proprio a quell'anno risalgono infatti sia la relazione di Checchi con Irma Gramatica (su cui la reticente attrice fiumana mantenne sempre un forte riserbo; ella peraltro sarebbe rimasta in Compagnia con la Duse anche nell'anno 1886-1887), sia quella di Eleonora con il collega e primo attore Flavio Andò, con il quale nel 1887 ella avrebbe costituito la "Compagnia della città di Roma", in un connubio di successo professionale ma non sentimentale.
Nel seguente tormentato periodo, la Duse alla ricerca di un mai raggiunto sollievo si rivolse a letture elevate, allo studio delle lingue straniere e di classici e moderni, in ciò sostenuta dall'intenso legame sentimentale e intellettuale con il poeta, commediografo, musicista Arrigo Boito.
Boito adattò per lei Antonio e Cleopatra. La loro relazione restò sempre segreta e durò, fra alti e bassi, per diversi anni. In questo periodo, l'attrice frequentò gli ambienti della Scapigliatura e il suo repertorio si arricchì anche dei drammi di Giuseppe Giacosa, amico di Boito.
Negli anni 1890, Eleonora Duse portò sulle scene italiane i drammi di Henrik Ibsen (Casa di bambola, La donna del mare). Nel 1898, con lei ancora vivente e in piena attività, il Teatro Brunetti di Bologna cambiò nome in Teatro Duse.
Nel 1909 Eleonora Duse abbandonò il teatro, ma vi ritornò nel 1921, spinta dalle necessità economiche; nel frattempo, nel 1916, interpretò il suo unico film, Cenere, tratto dall'omonimo romanzo di Grazia Deledda.

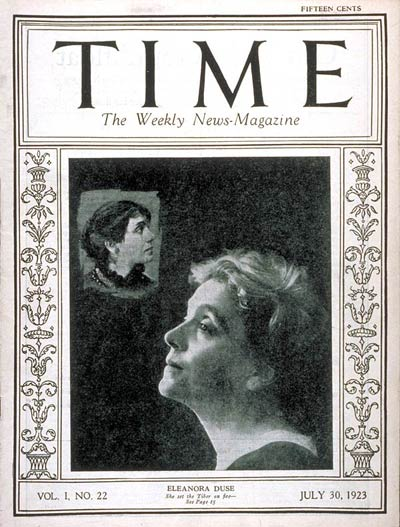
Copertina del Time, 30 luglio 1923

Il 30 luglio 1923, Eleonora Duse divenne la prima donna (e italiana) ad apparire sulla copertina della neonata rivista Time.
Pochi mesi prima di morire compì l'ultimo soggiorno a Viareggio, presso la villa dell'armatore Riccardo Garré, nell'agosto 1923; morì di polmonite nel corso dell'ultima tournée statunitense, a Pittsburgh, il 21 aprile 1924.

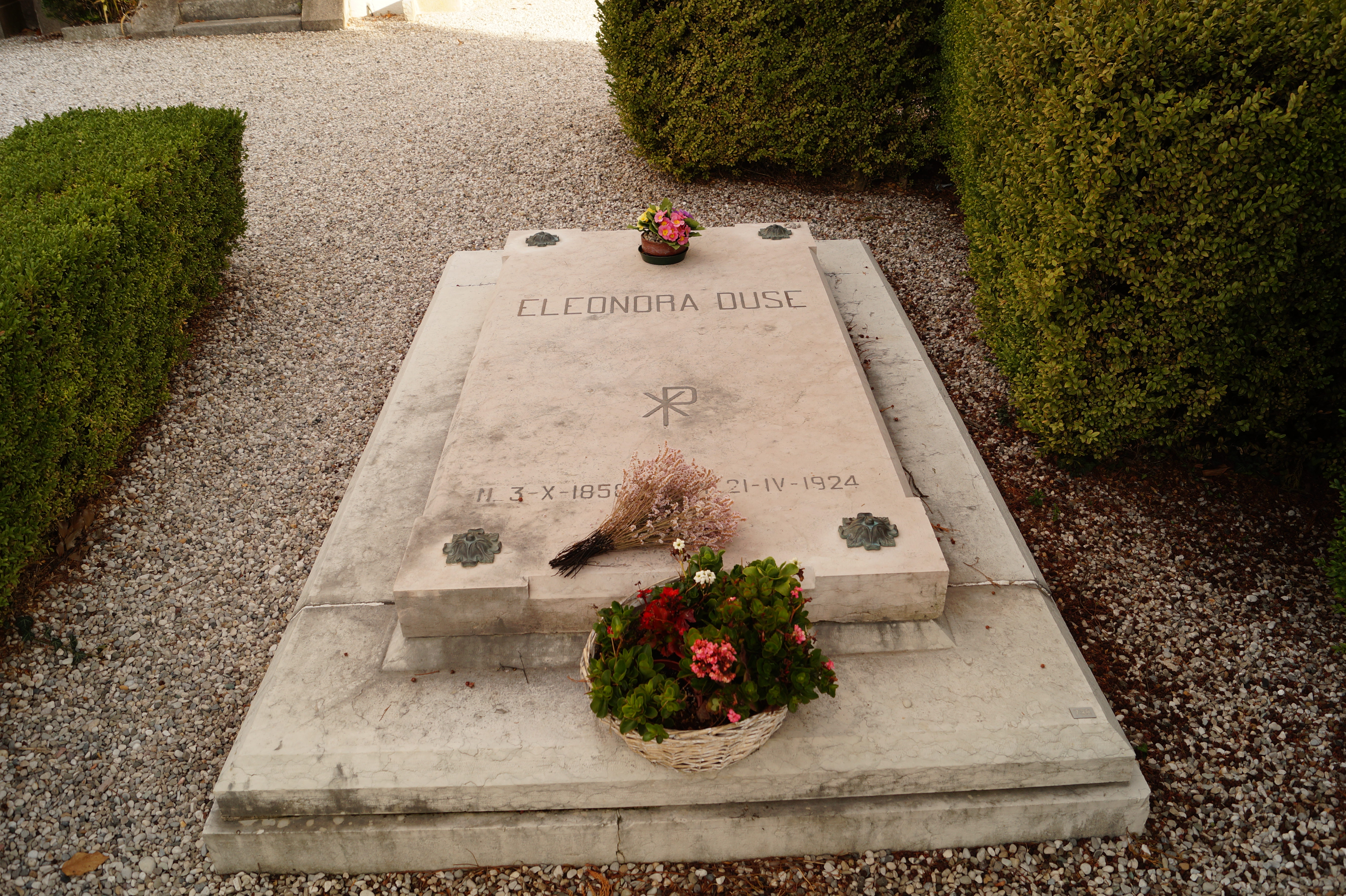
Tomba di Eleonora Duse nel cimitero di Asolo

Come da lei richiesto, la sua sepoltura si trova nel cimitero di Sant'Anna ad Asolo, cittadina ove aveva una casa, detta "la casa dell'arco", nella quale dimorò tra il 1920 e il 1922. Lasciò scritto di voler essere seppellita rivolta verso il Monte Grappa, per amore dell'Italia e dei soldati che aveva assistito durante la prima guerra mondiale. Il Museo civico di Asolo conserva ed espone ritratti e lettere autografe dell’attrice, oggetti, libri e arredi personali, abiti e calzature di scena, che nel 1933 la figlia Enrichetta Angelica Marchetti Bullough donò allo Stato italiano, vincolandoli a quella cittadina. 
Molte altre lettere scritte e ricevute, libri, copioni – alcuni autografi dell’attrice o dell’autore del testo –, abiti, mobilio e molti oggetti personali furono donati nel 1968 dalla nipote e ultima erede Eleonora Ilaria Bullough, religiosa domenicana inglese con il nome di sister Mary of St. Mark, alla Fondazione Giorgio Cini di Venezia, presso la quale costituiscono l'Archivio Duse e lo spazio espositivo Stanza di Eleonora Duse, la collezione più ampia e completa di documenti sulla vita e sull’arte dell'attrice.
In occasione delle celebrazioni ad Asolo per i 100 anni della morte di Eleonora Duse è stata dedicata un’intera stagione teatrale.

## Metodo recitativo e rivoluzioni della "Divina"
Eleonora Duse caratterizzò il teatro moderno perché ruppe totalmente gli schemi del teatro ottocentesco, divenuto ormai incombente su una società del tutto nuova e diversa.

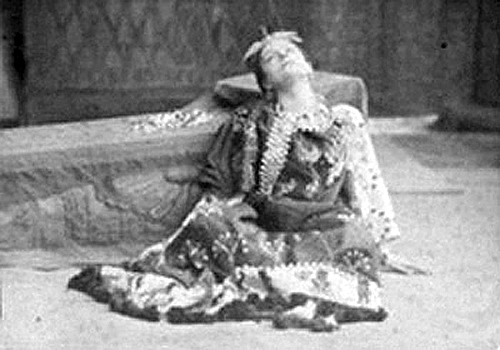
Eleonora Duse in Antonio e Cleopatra, 1888 circa

Il metodo recitativo di Eleonora si basava molto sull'istinto: per la Duse recitare era infatti un avvenimento naturale e spesso improvvisava, a volte camminava lungo il palcoscenico e gesticolava, poi si sedeva e cominciava a parlare. Altre volte, nelle scene dove doveva esprimere forte dolore, si aggrappava alle tende del sipario e piangeva disperatamente. Grazie a questi suoi atteggiamenti molto incisivi l'attrice recitò in molti Paesi ma sempre in lingua italiana: anche quando il pubblico non comprendeva le sue parole, intendeva ciò che ella sapeva esprimere.
A testimonianza di ciò, il drammaturgo russo Anton Čechov scrisse di lei alla propria sorella:
(Anton Čechov)
Eleonora Duse fu apprezzata anche da Stanislavskij, il quale affermò di essersi ispirato all'attrice italiana per la creazione del Teatro d'arte di Mosca.
La Divina (come venne poi soprannominata Eleonora Duse, prima da Gabriele D'Annunzio e poi dal suo pubblico) sul palco era invece quanto più naturale possibile. La Duse non si truccava mai, né a teatro, né nella sua vita privata, ed era molto fiera dei suoi lineamenti marcati, per nulla in linea con i canoni estetici dell'epoca.

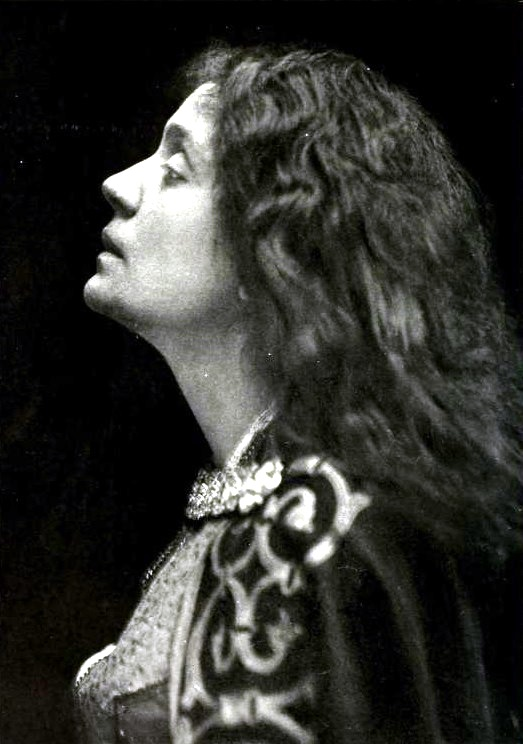
Ritratto di Eleonora Duse

Consapevole di questo, accentuò sempre di più negli anni il suo metodo, il suo modo personale di recitare ma mai di fingere, innovativo e anticonformista, a partire da atteggiamenti all'epoca molto provocatori, sfrontati, come le mani sui fianchi, i gesti ossessivi, lo sguardo fisso nel vuoto. Una sua caratteristica particolare era quella di muovere molto le braccia quando recitava e rendere il corpo protagonista dello spettacolo, insieme con la voce, che non aveva mai toni ridondanti e che colpiva proprio per la sua naturalezza e la sua spontaneità. A volte, Eleonora sussurrava, ripetendo la stessa parola diverse volte, una parola che riteneva fondamentale per il suo personaggio.
Il suo stile era inconfondibile, e questo fu testimoniato da molti che la videro, come l'attrice Adelaide Ristori, che nel 1897 sottolineò la grande modernità della Duse.

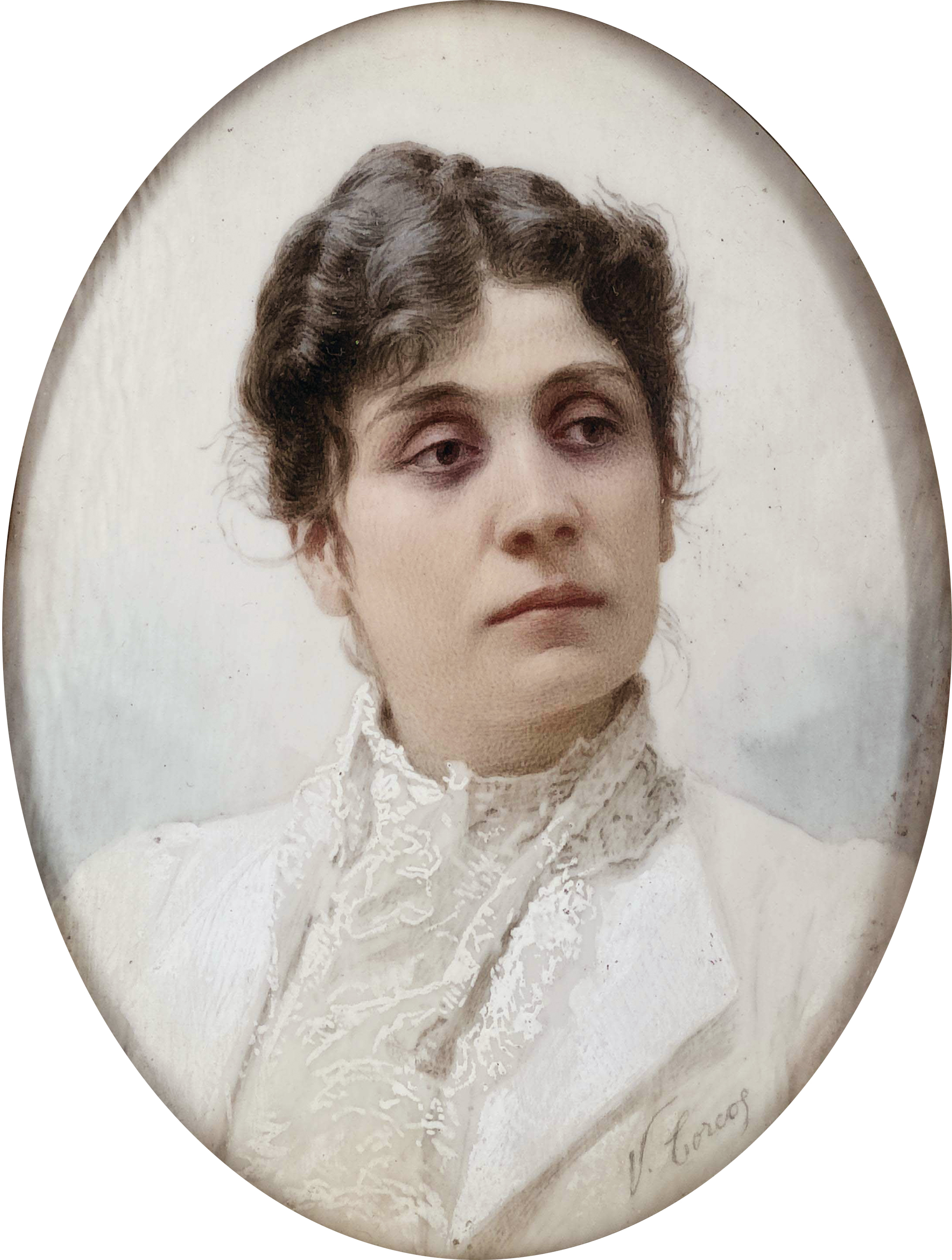
Eleonora Duse (Vittorio Matteo Corcos).

Inoltre, come lei stessa affermò e com'era evidente dai suoi spettacoli, la Duse sentiva molto intensamente tutto ciò che recitava, spesso sovrapponendo alla recitazione modi e sentimenti della sua vita personale. Infatti, è ben noto che dopo aver subito un tradimento dal marito Tebaldo Checchi (che aveva intrecciato una relazione con l'allora giovanissima attrice Irma Gramatica), Eleonora, mentre stava recitando "La principessa di Baghdad" di Alexandre Dumas (figlio), mostra il seno nudo in scena, slacciandosi il corsetto. 
(Eleonora Duse riferendosi al rapporto che aveva con i suoi ruoli)
Fu subito scalpore, anche perché gli spettacoli di Eleonora avevano sempre grande successo e tra la folla del pubblico c'erano quasi sempre molti giornalisti, quindi la stampa lo venne a sapere subito. In seguito Irma Gramatica tenterà addirittura il suicidio, mentre Checchi andrà in Sud America e il matrimonio con Eleonora si chiuderà.
Spesso, sia sul palcoscenico sia fuori dalla scena, la Duse congiungeva le mani e intrecciava le dita, poi sollevava gli indici e li conduceva alla bocca, sfiorandosi le labbra in un'attitudine pensosa e molto delicata.
Recitò con passione e sentimento sino alla fine della sua vita e si esibì per l'ultima volta il 5 aprile 1924 a Pittsburgh. Quella sera aveva la febbre molto alta e la tosse, aggravata dalla sua malattia ai polmoni.
La Divina Duse non disdegnava il viola nell'abbigliamento, colore invece abolito dalle persone di spettacolo, specialmente nel suo tempo.
(Eleonora Duse)
(Eleonora Duse)

## Il legame con Gabriele D'Annunzio

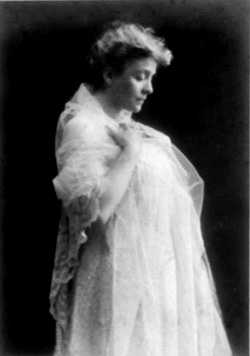
Eleonora Duse nel ruolo di Margherita Gautier

Nel 1882 a Roma incontra per la prima volta Gabriele D'Annunzio: quest'ultimo è un giovane affascinante, venuto da poco dagli Abruzzi, ma già potendo vantare la pubblicazione di tre sue opere. Compare davanti alla Duse e le propone, tout court, di andare a letto con lui. Eleonora lo congeda con sdegno, ma forse anche con un segreto compiacimento (in quel giorno lo descrive: Già famoso e molto attraente, con i capelli biondi e qualcosa di ardente nella sua persona).
Nel 1888 a Roma al teatro Valle, Eleonora, reduce dal suo ruolo da protagonista in Signora delle camelie, sta avviandosi verso il suo camerino, quando un giovane sbuca d'improvviso dalla penombra e grida: "O grande amatrice!" Eleonora, un po' spaventata, lo guarda per un attimo e poi prosegue. Il giovane è D'Annunzio.

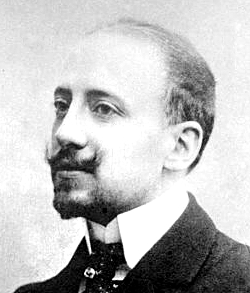
D'Annunzio nel 1890

Nel giugno 1892 D'Annunzio scrive una dedica (Alla divina Eleonora Duse) su un esemplare delle sue Elegie romane. Dal libro nasce in Eleonora il desiderio di un incontro con l'autore. E nell'incontro si abbandona alla presa di quegli occhi chiari, si sorprende a dimenticare tutta la sua amara sapienza della vita e a godere della lusinga che essi esprimono.
Momento fondamentale sia nella vita privata sia nella carriera artistica di Eleonora Duse fu un altro incontro con D'Annunzio, a Venezia nel 1894. Il tempestoso legame sentimentale e artistico che si stabilì tra l'attrice e il poeta durò una decina d'anni e contribuì in modo determinante alla fama di D'Annunzio. Eleonora Duse, già celebre e acclamata in Europa e oltre oceano, portò infatti sulle scene i drammi dannunziani (Il sogno di un mattino di primavera, La Gioconda, Francesca da Rimini, La città morta, La figlia di Iorio), spesso finanziando ella stessa le produzioni e assicurando loro il successo e l'attenzione della critica anche fuori dall'Italia. Ciò nonostante, nel 1896 D'Annunzio le preferì Sarah Bernhardt per la prima rappresentazione francese de La ville morte.
Periodi di vicinanza e collaborazione fra i due artisti si alternarono a crisi e rotture; D'Annunzio seguiva raramente l'attrice nelle sue tournée, ma nel 1898 affittò la villa trecentesca della Capponcina, nella zona di Settignano, a nord-est di Firenze, per avvicinarsi alla Porziuncola, la dimora di Eleonora. 
Nel 1900, D'Annunzio pubblicò il romanzo Il fuoco, ispirato alla sua relazione con Eleonora Duse (ella vi appare nel ruolo di Foscarina, ed è presente anche l'amica fiorentina di lei, Giulietta Gordigiani, in quello della giovane e bella cantante Donatella Arvale), suscitando critiche vivaci da parte degli ammiratori dell'attrice. 
La loro tempestosa relazione, assai dolorosa per l'attrice, sarebbe durata dal 1898 al 1901 ma, alla notizia della morte di Eleonora Duse, avvenuta nel 1924, D'Annunzio (che le sarebbe sopravvissuto quattordici anni), pare abbia mormorato: «È morta quella che non meritai».
D'Annunzio conservò al Vittoriale degli Italiani (la sua casa museo) un busto (tuttora visibile al pubblico) raffigurante il volto di Eleonora Duse, per il quale ebbe un vero e proprio culto, soprattutto negli anni che seguirono la morte dell'attrice. Il poeta chiamava la statua "testimone velata" e la copriva appunto con un velo quando si dedicava alla scrittura, sostenendo che Eleonora non dovesse guardarlo mentre lavorava. Eppure la statua peraltro era stata posta dal poeta stesso nell'Officina del Vittoriale, ossia la stanza dedita alla scrittura.
La Duse ispirò una parte molto importante dell'opera dannunziana, tale da essere la musa ispiratrice della raccolta poetica Alcyone, la più celebre delle raccolte poetiche dannunziane. Infatti, durante la loro relazione, D'Annunzio scriveva circa 6 000 versi al mese. Agli anniversari della morte di Eleonora, il poeta si ritirava nella "Stanza del Lebbroso" (al Vittoriale) esclusivamente per meditare su di lei. Inoltre, spesso affermava di vedere l'attrice in sogno. Egli annotò: "Nessuna donna mi ha mai amato come Ghisola, né prima, né dopo".
(Ghisola era il nome con cui d'Annunzio aveva ribattezzato la Duse, insieme con Ghisolabella, Isa, Perdita e Nomade, per i suoi continui, lunghi viaggi dovuti alle tournée).
(Eleonora Duse riferendosi al legame con Gabriele D'Annunzio)
(Lettera di Eleonora Duse a Gabriele D'Annunzio, datata luglio 1904)
(Eleonora Duse in una lettera a Gabriele D'Annunzio)
Durante la prima guerra mondiale, alla quale prese parte, D'Annunzio portò sempre con sé due smeraldi, dono della Duse, incastonati in un anello all'indice della mano sinistra, convinto che lo proteggessero dal morire in guerra.